# Paradiso notturno
Paradiso notturno (Bloodhounds of Broadway) è un film statunitense del 1952 diretto da Harmon Jones.
È un film commedia a sfondo musicale con protagonisti Mitzi Gaynor, nel ruolo di una ragazza di campagna che anela ad entrare nel mondo dello spettacolo, Scott Brady e Mitzi Green. È basato sul racconto breve del 1931 The Bloodhounds of Broadway di Damon Runyon.

## Produzione
Il film, diretto da Harmon Jones su una sceneggiatura di Sy Gomberg e Albert Mannheimer con il soggetto di Damon Runyon (autore del romanzo), fu prodotto da George Jessel per la Twentieth Century Fox Film Corporation.

## Distribuzione
Il film fu distribuito negli Stati Uniti dal 14 novembre 1952 al cinema dalla Twentieth Century Fox. È stato poi pubblicato in DVD negli Stati Uniti dalla MGM Home Entertainment nel 2007.
Alcune delle uscite internazionali sono state:
- in Svezia il 2 febbraio 1953 (Blodhundar från Broadway)
- in Finlandia il 21 maggio 1954 (Broadwayn verikoirat)
- in Portogallo (A Minha Corista E Eu)
- in Belgio (Gosses des bas-fonds)
- in Italia (Paradiso notturno)

## Critica
Secondo il Morandini il film è una "contaminazione tra la commedia brillante giallorosa e il musical, con dialoghi non scevri di umorismo".